# March 871
Chronologie des modèles (1987)
March 87P March 881
La March 871 est une monoplace de Formule 1 engagée par l'écurie britannique March Engineering dans le cadre du championnat du monde de Formule 1 1987. Mue par un moteur V8 Ford-Cosworth DFZ, elle est pilotée par l'Italien Ivan Capelli.

## Historique
La 871 fait son apparition lors du deuxième Grand Prix de la saison, à Saint-Marin, la manche inaugurale au Brésil ayant été disputée avec une March 87P, monoplace de Formule 3000 adaptée à la Formule 1. Lors de ce Grand Prix, Capelli se qualifie en vingt-quatrième position, à huit secondes de la pole position d'Ayrton Senna. Finalement élancé depuis la vingt-deuxième place sur la grille, en raison du retrait de Nelson Piquet et René Arnoux, il abandonne après dix-huit tours sur un problème de distributeur,.
C'est au Grand Prix de Monaco, quatrième épreuve de la saison, que la 871 établit sa meilleure performance. Qualifiée en dix-neuvième position à 6,1 secondes du meilleur temps de Nigel Mansell, Capelli réussit à se hisser en milieu de peloton et terminer sixième de la course, marquant l'unique point de son écurie cette saison,.
Les quatre manches suivantes se soldent par autant d'abandons, la 871 se révélant particulièrement fragile au niveau du moteur et de la boîte de vitesses. En Hongrie, Capelli réalise sa meilleure qualification de la saison en effectuant le dix-huitième meilleur temps, à 6,3 secondes de la pole position de Mansell. En course, l'Italien se mêle au milieu de peloton et franchit la ligne d'arrivée en dixième position, à deux tours du vainqueur, Nelson Piquet,.
Il faut ensuite attendre la douzième manche au Portugal pour revoir une March dans le top 10 : parti vingt-deuxième, Capelli profite des nombreux abandons et du relatif bon rythme de sa monoplace pour terminer neuvième, à trois tours d'Alain Prost. La fin du championnat, disputée hors d'Europe, est plus compliquée, Capelli étant victime d'accidents en course,.
À l'issue de la saison, March se classe treizième du championnat du monde des constructeurs avec un point, tandis qu'Ivan Capelli est dix-neuvième du championnat du monde des pilotes.

## Résultats en championnat du monde de Formule 1
| Saison | Écurie                         | Moteur               | Pneumatiques | Pilotes      | Courses | Courses | Courses | Courses | Courses | Courses | Courses | Courses | Courses | Courses | Courses | Courses | Courses | Courses | Courses | Courses | Points inscrits | Classement |
| Saison | Écurie                         | Moteur               | Pneumatiques | Pilotes      | 1       | 2       | 3       | 4       | 5       | 6       | 7       | 8       | 9       | 10      | 11      | 12      | 13      | 14      | 15      | 16      | Points inscrits | Classement |
| ------ | ------------------------------ | -------------------- | ------------ | ------------ | ------- | ------- | ------- | ------- | ------- | ------- | ------- | ------- | ------- | ------- | ------- | ------- | ------- | ------- | ------- | ------- | --------------- | ---------- |
| 1987   | Leyton House March Racing Team | Ford-Cosworth DFZ V8 | Goodyear     |              | BRÉ     | SMR     | BEL     | MON     | DET     | FRA     | GBR     | ALL     | HON     | AUT     | ITA     | POR     | ESP     | MEX     | JAP     | AUS     | 1               | 13e        |
| 1987   | Leyton House March Racing Team | Ford-Cosworth DFZ V8 | Goodyear     | Ivan Capelli |         | Abd.    | Abd.    | 6e      | Abd.    | Abd.    | Abd.    | Abd.    | 10e     | 11e     | 13e     | 9e      | 12e     | Abd.    | Abd.    | Abd.    | 1               | 13e        |

Légende : ici 

## Résultats du Trophée Colin Chapman
En 1987, les écuries Tyrrell, Larrousse, AGS, March Engineering et Coloni, toutes équipées d'un moteur Ford, participent au trophée Colin Chapman dédié aux équipes utilisant un moteur atmosphérique. March est quatrième de ce trophée, avec 38 points
Ivan Capelli, éligible au trophée Jim Clark récompensant le meilleur pilote utilisant un bloc atmosphérique, est quatrième avec 38 points.
| Saison | Écurie                         | Moteur               | Pneumatiques | Pilotes      | Courses | Courses | Courses | Courses | Courses | Courses | Courses | Courses | Courses | Courses | Courses | Courses | Courses | Courses | Courses | Courses | Points inscrits | Classement |
| Saison | Écurie                         | Moteur               | Pneumatiques | Pilotes      | 1       | 2       | 3       | 4       | 5       | 6       | 7       | 8       | 9       | 10      | 11      | 12      | 13      | 14      | 15      | 16      | Points inscrits | Classement |
| ------ | ------------------------------ | -------------------- | ------------ | ------------ | ------- | ------- | ------- | ------- | ------- | ------- | ------- | ------- | ------- | ------- | ------- | ------- | ------- | ------- | ------- | ------- | --------------- | ---------- |
| 1987   | Leyton House March Racing Team | Ford-Cosworth DFZ V8 | Goodyear     |              | BRÉ     | SMR     | BEL     | MON     | DET     | FRA     | GBR     | ALL     | HON     | AUT     | ITA     | POR     | ESP     | MEX     | JAP     | AUS     | 38              | 4e         |
| 1987   | Leyton House March Racing Team | Ford-Cosworth DFZ V8 | Goodyear     | Ivan Capelli |         | Abd.    | Abd.    | 2e      | Abd.    | Abd.    | Abd.    | Abd.    | 3e      | 1er     | 2e      | 1er     | 3e      | Abd.    | Abd.    | Abd.    | 38              | 4e         |

Légende : ici 